# Antiquarium de la Ciudad Romana de Complutum
El Antiquarium de la Ciudad Romana de Complutum es un museo arqueológico dedicado a Complutum, inaugurado en Alcalá de Henares el 2 de diciembre de 2024.

## Historia
El yacimiento de Complutum es un conjunto de restos arqueológicos de la antigua ciudad romana sobre la que hoy se asienta Alcalá de Henares, en la Comunidad de Madrid. Se localiza entre el río Henares y el arroyo Camarmilla, en el extremo sur occidental del casco urbano actual, a más de un kilómetro del núcleo medieval (plaza de los Santos Niños). Mientras que el oppidum prerromano se localizaba sobre el Cerro del Viso, un punto elevado de más fácil defensa, al otro lado del río Henares. En 1992 fue declarado bien de interés cultural con la categoría de zona arqueológica por la Consejería de Educación y Cultura de la Comunidad Autónoma de Madrid.  El 27 de mayo de 1999 se inauguró un espacio concreto de Complutum, la Casa de Hippolytus. Y, desde el 6 de agosto de 2009, se abrió el resto del yacimiento al público como museo al aire libre, integrado en la Red de yacimientos visitables de la Comunidad de Madrid.
Como complemento se edificó una nueva infraestructura, el Antiquiarum, que sirve de puerta de acceso y principal referencia museográfica y didáctica, dentro del Parque arqueológico de la ciudad romana de Complutum. El Antiquarium se inauguró oficialmente el 2 de diciembre de 2024, es de titularidad municipal, y forma parte de un programa compartido entre el Ayuntamiento de Alcalá de Henares y la Dirección General de Patrimonio Cultural de la Comunidad de Madrid.

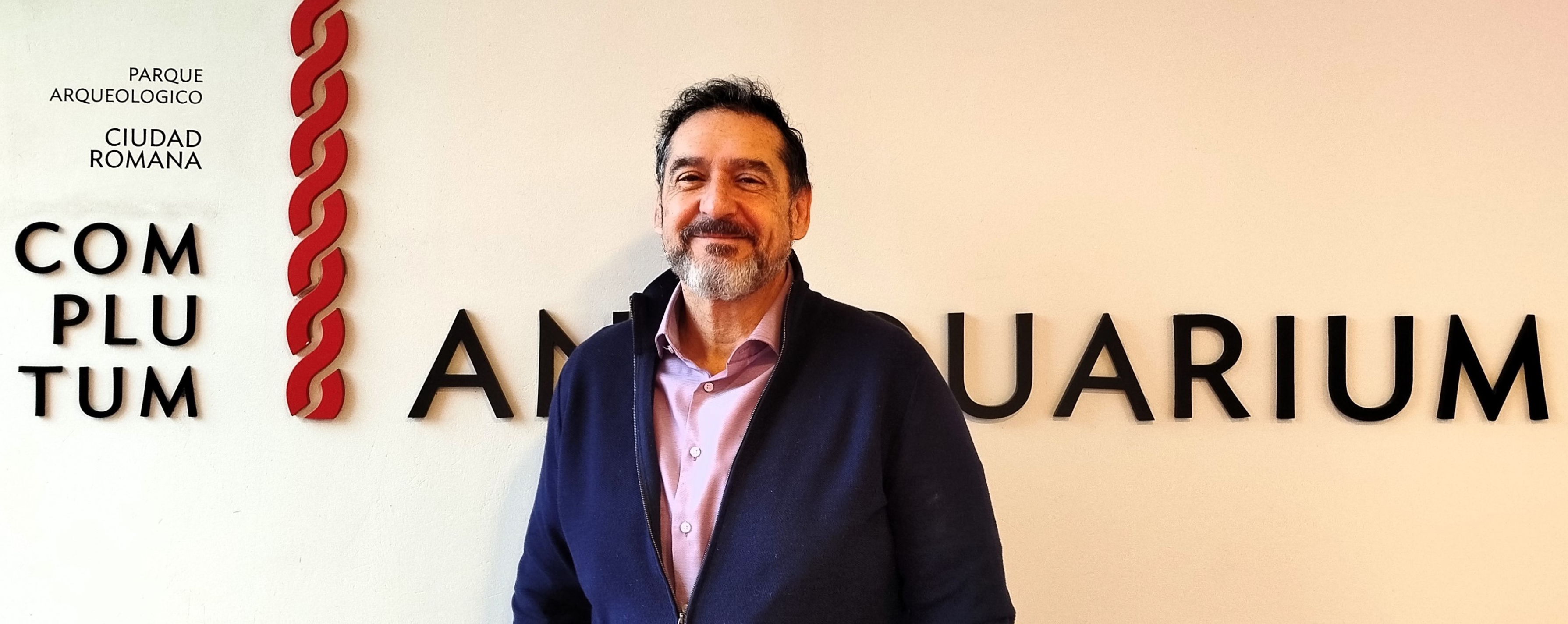
Sebastián Rascón director del Antiquarium

El comisariado-dirección de contenidos del Antiquarium se debe a los arqueólogos Ana Lucía Sánchez Montes y Sebastián Rascón Marqués. La museografía ha corrido a cargo de Antoni Nicolau i Martí. La dirección técnica ha recaído en un equipo compuesto por María Isabel Baquedano Beltrán, Montserrat Cruz Mateos, Antoni Nicolau y Sebastián Rascón. El director del Antiquarium es Sebastián Rascón Marqués como competencia dentro de su puesto de jefe del Servicio de Arqueología del Ayuntamiento de Alcalá de Henares.

## Edificio

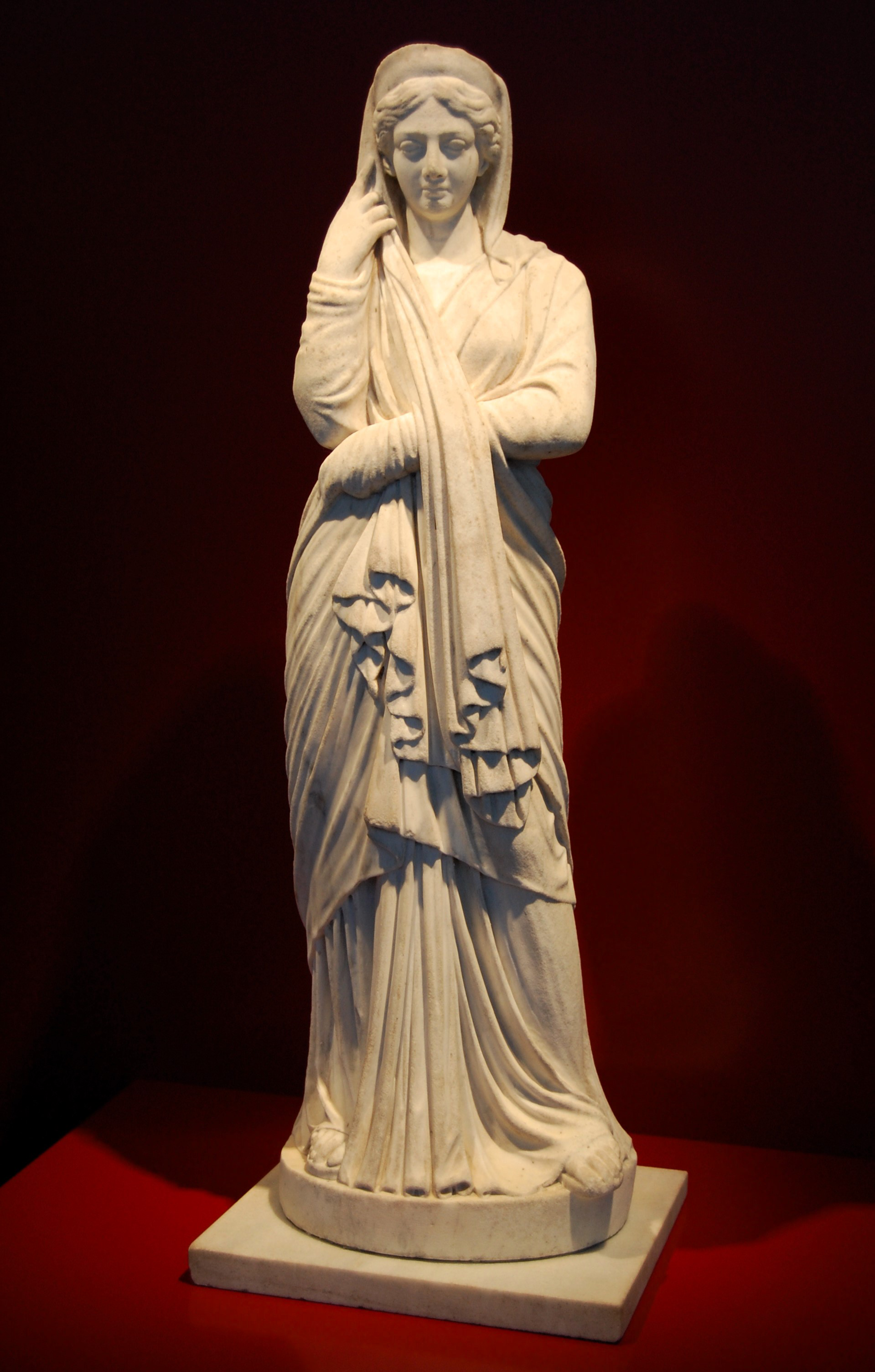
Escultura del tipo Pudicizia (modestia)

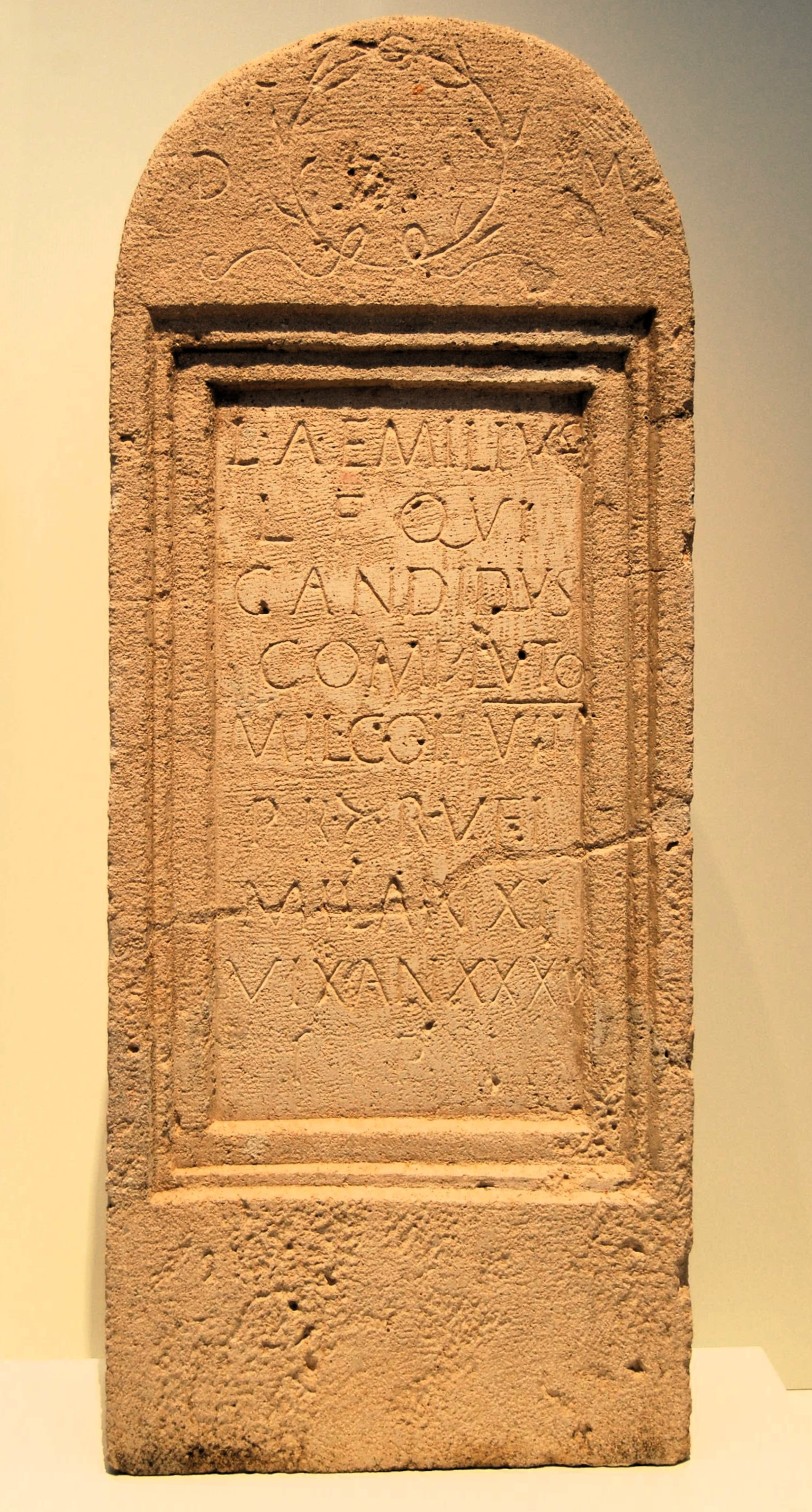
Estela funeraria de Lucio Emilio Candido.

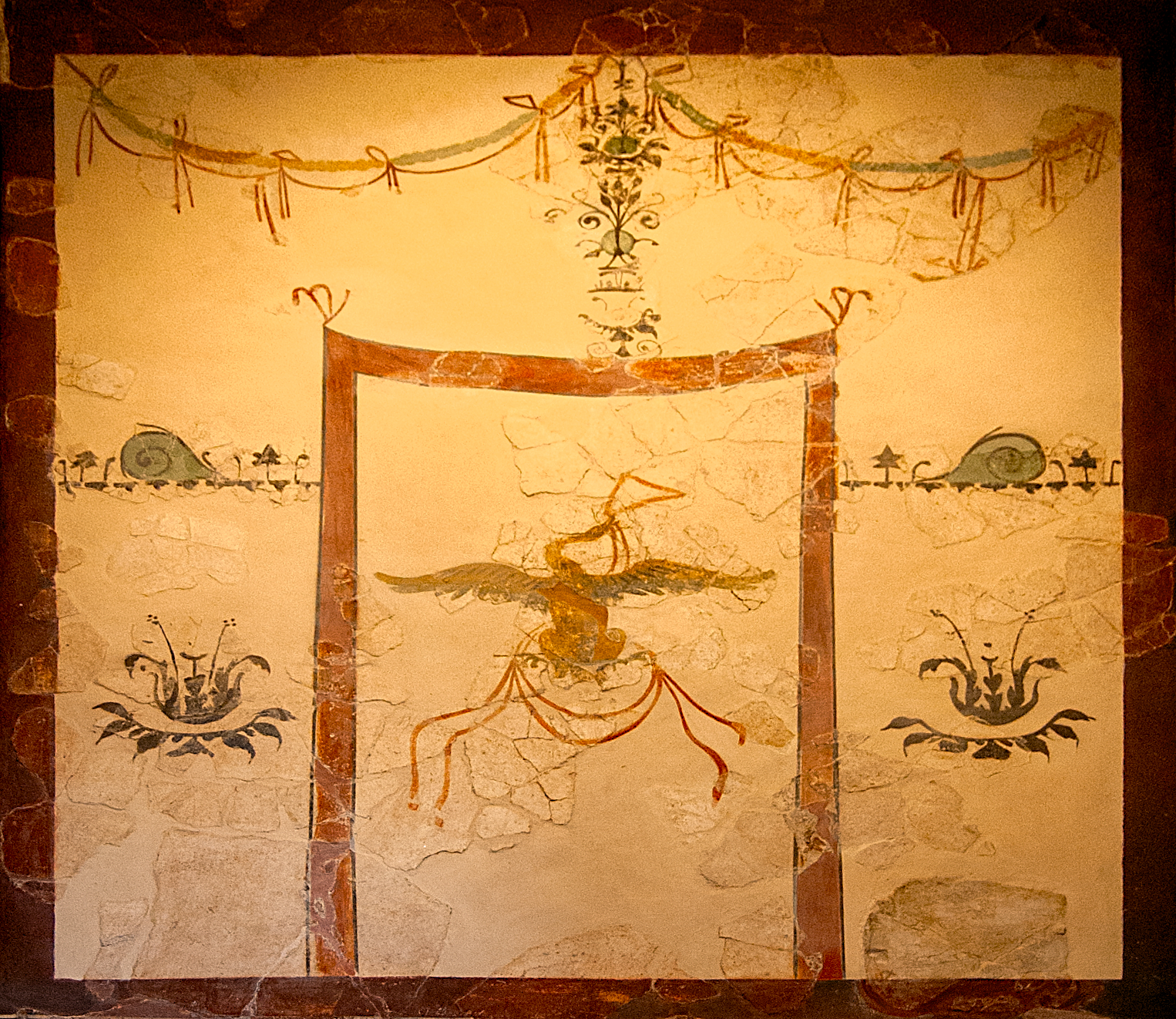
Decoración de la Casa de los Grifos

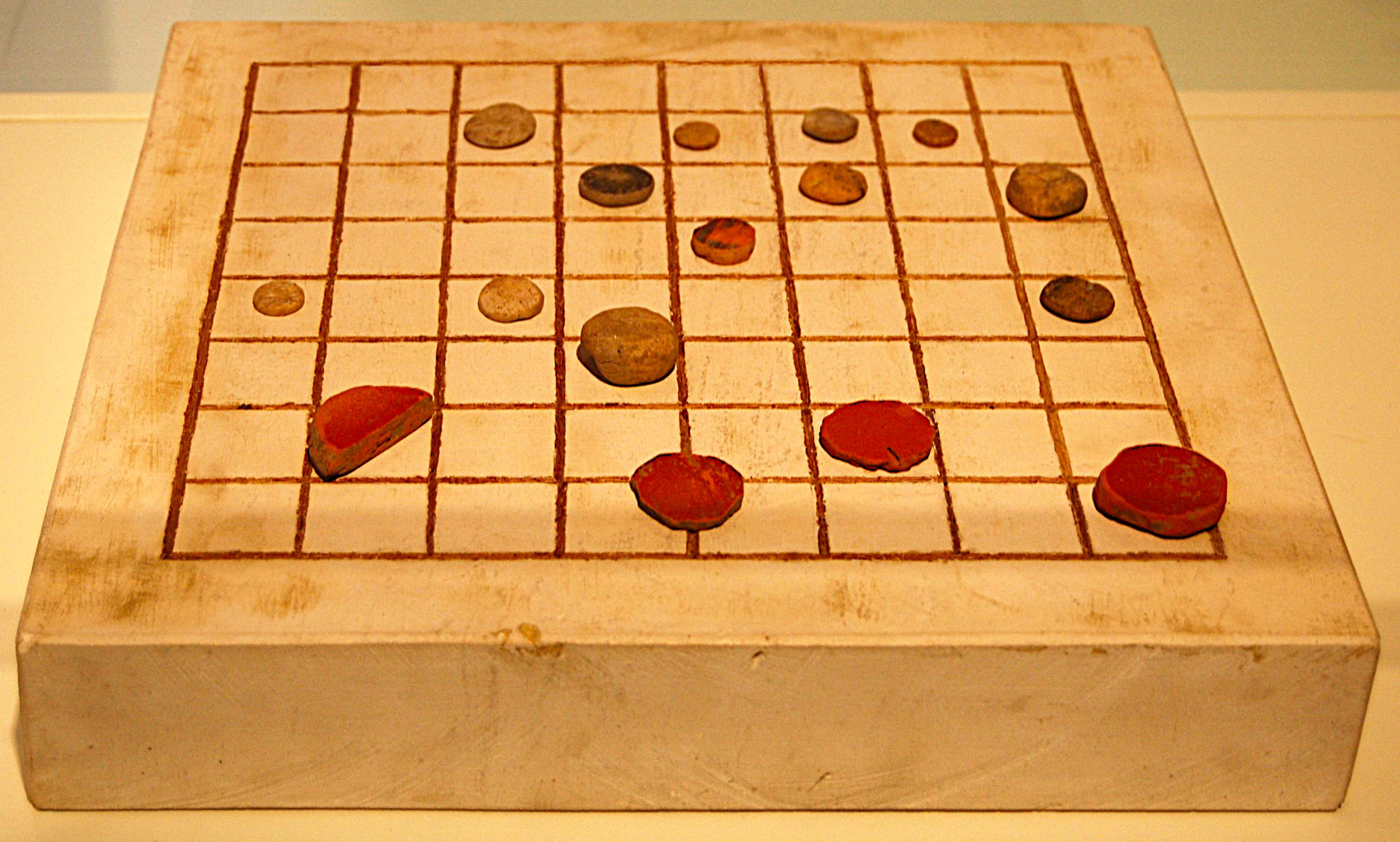
Tablero y fichas del Latrunculus o juego de los soldados

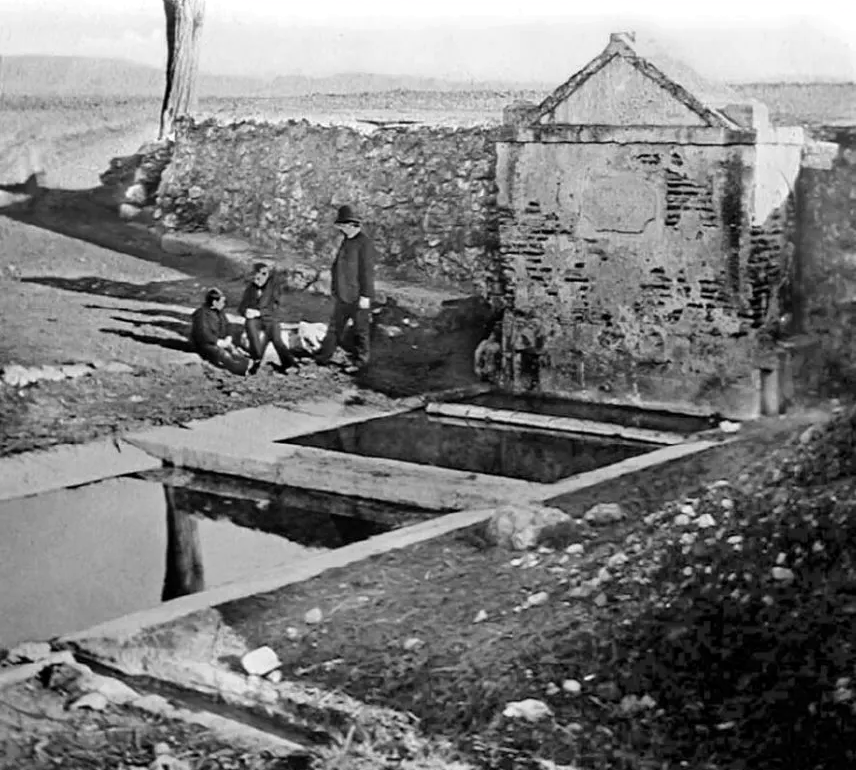
Esteban Azaña y sus hijos Gregorio y Manuel en la Fuente del Juncal en 1889.

El Antiquarium es un edificio de arquitectura moderna, construido 2010 mediante un proyecto de los arquitectos Juan José Galán Chaos y Álvaro Otamendi Vallet, siendo reformado entre 2021 y 2022 con proyecto de la arquitecta Belén Martín-Granizo López. Situado en el extremo occidental del parque arqueológico, próximo a los restos del arco monumental de cuatro frentes que servía de entrada principal a Complutum en la época romana. Dispone de cuatro plantas: sótano y semisótano (para almacenes, talleres de restauración, oficinas, y salas para talleres de familias e infantil) y dos superiores para exposiciones permanentes y temporales. 
El objetivo de este museo arqueológico es custodiar y mostrar los restos de la única ciudad romana clásica de la Comunidad de Madrid, y una de las más importantes de la Hispania romana. Presenta más de 600 piezas de Complutum, destacando magníficos conjuntos de mosaicos y pinturas murales, distribuidos en 1.000 m² para la exposición permanente. Está estructurada en ocho espacios temáticos para el acercamiento al mundo de la cultura clásica, con contenidos museográficos basados en la investigación, conservación y divulgación. Se apoya en materiales informativos y didácticos (audios, textos, maquetas, vídeos y elementos interactivos). Los materiales que se exhiben pertenecen a la colección del Ayuntamiento de Alcalá de Henares, o son depósitos del Museo Arqueológico y Paleontológico de la Comunidad de Madrid.
Espacios temáticos repartidos en ocho salas: 
- Nacimiento de una ciudad
- La ciudad y el territorio
- La vida privada
- Actividades económicas
- Grandes constructores
- El mundo simbólico
- Los complutenses
- Juegos y espectáculos

Además, en el exterior del museo hay dos estructuras singulares:
- Tetrapilón. Era un arco de cuatro frentes en el acceso occidental a Complutum. Actualmente queda la cimentación de los pilares de este arco cuádruple monumental.[13]
- Fuente del Juncal. Fue un centro de veneración a los númenes y las ninfas. Actualmente conserva la fisionomía derivada de las reformas del siglo XIX.[14]